# Trajaneum

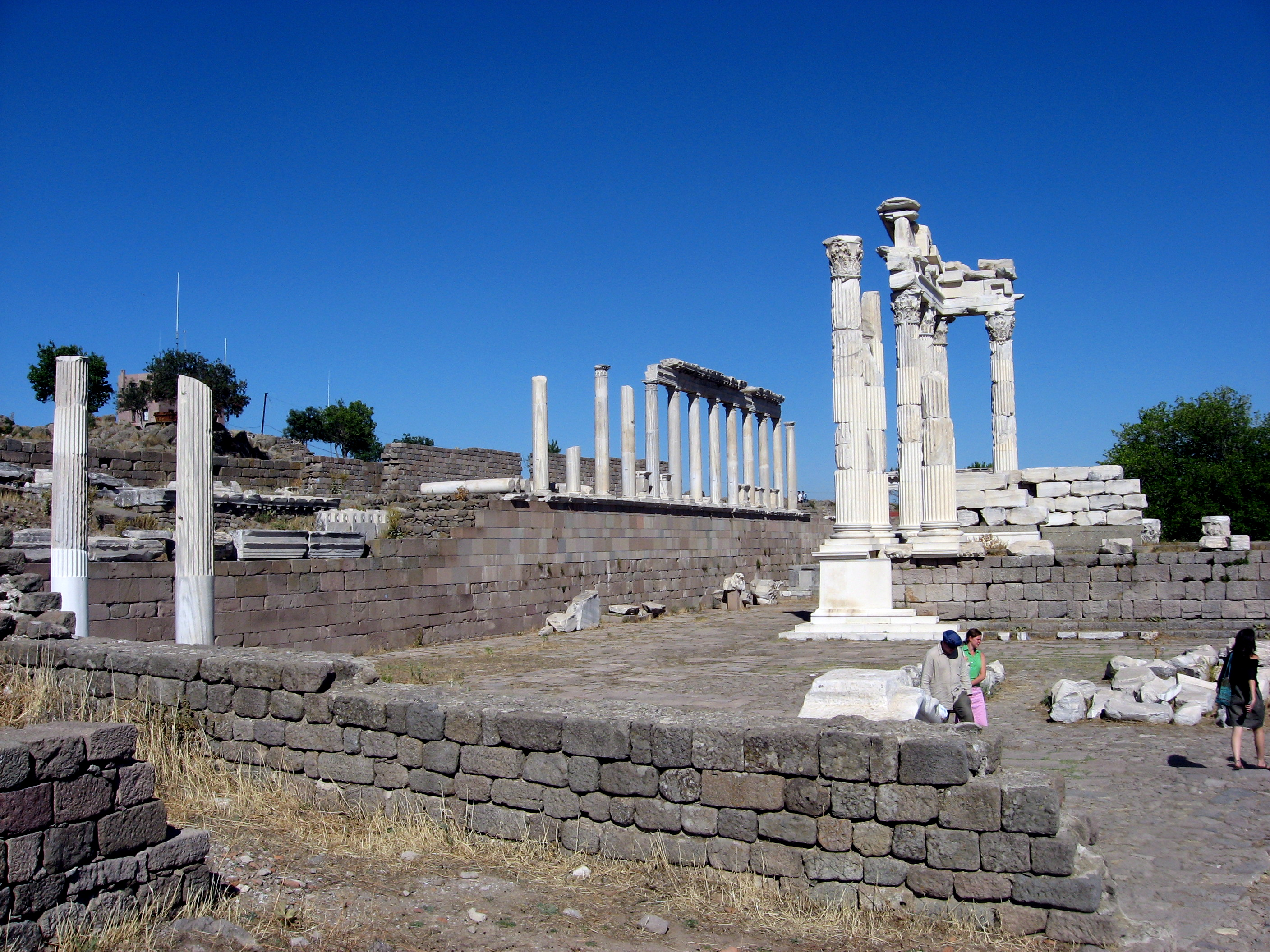
Trajaneum

Das Trajaneum war ein auf der höchsten Stelle der Akropolis von Pergamon errichteter Tempel für den römischen Kaiser Trajan und Zeus Philios.
Das Gelände für die Anlage des Trajaneums wurde durch eine mächtige Substruktion im Süden des Areals gewonnen. Mit Gewölbekonstruktionen, die zum südlich gelegenen Tal hin gegen eine 70 Meter lange Stützmauer stoßen, wurde das Areal erweitert. Die tiefste Stelle, auf der die Stützmauer gründen musste, lag rund 22 Meter unterhalb des Heiligtumniveaus.
Auf der so vorbereiteten Terrasse erhob sich mittig der Tempel auf einem von Süden her über eine Freitreppe zugänglichen, 2,90 Meter hohen Podium. Der Tempel selbst war ein rund 18 Meter breiter Peripteros korinthischer Ordnung mit 6 × 10 Säulen und zwei Säulenstellungen zwischen den Anten. Im Norden wurde das Areal durch eine erhöht stehende Säulenhalle abgeschlossen, während Ost- und Westseite lediglich von einfachen Quadermauern begrenzt waren. All dies gehört zu einer ersten Bauphase, deren Beginn in die Zeit Trajans zu datieren ist, die aber erst in hadrianischer Zeit abgeschlossen wurde. Bereits in der Zeit Hadrians wurde die ursprüngliche Anlage verändert: Die Quadermauern wurden durch Säulenhallen ersetzt, die jeweils im Süden sich anschließende Kopfbauten erhielten. Hierfür wurde die Stützmauer, die sich mit Bogenöffnungen zum Tal hin öffnete, entsprechend nach Osten und Westen erweitert.
Bei den Ausgrabungen fand man im Schutt der Cella Statuenfragmente des Trajan und des Hadrian, insbesondere die Porträtköpfe, die eine Rekonstruktion etwa 4,80 Meter hoher Bildnisse erlauben. Aufgrund dieser Funde, die als die im Tempel aufgestellten Kultbilder der beiden Kaiser zu deuten sind, ist davon auszugehen, dass Hadrian in den Kaiserkult aufgenommen wurde. In den 1990er Jahren ist auch die Zuweisung weiterer Statuenfragmente an die Kultstatue des Zeus Philios gelungen.
Der genaue Baubeginn des Tempels ist nicht gesichert. Ob die Verleihung der zweiten Neokorie an die Stadt durch Trajan im Jahre 113/114 n. Chr. als Baubeginn oder als Reaktion auf die Fertigstellung und Einweihung des Tempels zu deuten ist, bleibt ungewiss.